# Nova Sjipka
Nova Sjipka (bulgariska: Нова Шипка) är ett distrikt i Bulgarien.   Det ligger i kommunen Obsjtina Dolni tjiflik och regionen Oblast Varna, i den östra delen av landet, 300 km öster om huvudstaden Sofia.
I omgivningarna runt Nova Sjipka växer i huvudsak lövfällande lövskog. Runt Nova Sjipka är det ganska glesbefolkat, med 39 invånare per kvadratkilometer.